# Ахметгарєєв Ілля Шамільєвич
Ілля Шамільєвич Ахметгарєєв (1990—2022) — молодший сержант служби цивільного захисту, що відзначився у ході російського вторгнення в Україну, учасник російсько-української війни, Герой України з удостоєнням ордена «Золота Зірка».

## Життєпис
Ілля Ахметгарєєв працював пожежним-рятувальником 88-ї державної пожежно-рятувальної частини 8-го державного пожежно-рятувального загону Головного управління ДСНС України у Донецькій області. Загинув 16 вересня 2022 року на службі в Бахмуті на Донеччині, розбираючи з колегами завали п'ятиповерхівки, по якій росіяни завдали авіаудару. За попередньою інформацією під завалами знаходилось 5 осіб. Він був залучений до проведення аварійно-рятувальних пошукових робіт. З притаманною йому наполегливістю самовіддано, проявляючи при цьому сміливість і рішучість, молодший сержант здійснював роботи по розбору зруйнованих конструкцій будинку, пошуку та вилученню постраждалих людей з-під завалів. Однак окупаційні війська завдали повторного удару по будинку, влучивши снарядом у покрівлю будинку, де проводилися аварійно-рятувальні та пошукові роботи. Стався обвал вже напівзруйнованих конструктивних елементів будівлі з першого по п'ятий поверх, рятувальник опинився під завалами та отримав травми несумісні з життям. Ілля Ахметгарєєв загинув на місці.

## Вшанування пам'яті
У місті Бахмут вулицю Декабристів перейменували на вулицю Іллі Ахметгарєєва.

## Нагороди
- Звання Герой України з удостоєнням ордена «Золота Зірка» (23 лютого 2023, посмертно) — за особисту мужність і героїзм, виявлені у захисті державного суверенітету та територіальної цілісності України, самовіддане служіння Українському народові[4].